# Йоганнес Мінквіц
Йога́ннес Мі́нквіц (нім. Johannes Minckwitz; 10 грудня 1843, Лейпциг — 11 квітня 1901, Бірбіх) — німецький шахіст і літератор. Редактор шахового журналу «Deutsche Schachzeitung» у періоди 1865—1876 та 1879—1886 років.
Автор низки шахових задач. Успішно виступав у турнірах німецьких шахових організацій і престижних міжнародних турнірах.

## Спортивні результати
| Рік  | Місто              | Змагання                                      | + | −  | = | Результат | Місце |
| ---- | ------------------ | --------------------------------------------- | - | -- | - | --------- | ----- |
| 1866 | Берлін             | Матч з А. Андерсеном                          |   |    |   |           |       |
|      | Лейпциг            | Матч з Ойгеном фон Шмідтом                    | 2 | 5  | 1 | 2½ : 5½   |       |
| 1869 | Бармен             | 8-й конгрес Західнонімецького шахового союзу  | 3 | 2  | 0 | 3 з 5     | 2—4   |
| 1870 | Баден-Баден        | Міжнародний турнір                            | 6 | 10 | 2 | 7 з 18    | 7—8   |
| 1871 | Крефельд           | 9-й конгрес Західнонімецького шахового союзу  |   |    |   | 4 з 5     | 1—3   |
|      | Лейпциг            | Матч з С. Мізесом                             | 1 | 1  | 0 | 1 : 1     |       |
|      | Вісбаден           | Турнір німецьких майстрів                     |   |    |   |           | [ 5 ] |
| 1872 | Лейпциг            | Матч з С. Мізесом                             | 3 | 1  | 5 | 5½ : 3½   |       |
| 1878 | Франкфурт-на-Майні | 12-й конгрес Західнонімецького шахового союзу | 4 | 3  | 2 | 5 з 9     | 4     |
|      | Франкфурт-на-Майні | Матч з А. Шварцем                             | 2 | 3  | 4 | 4 : 5     |       |
| 1879 | Лейпциг            | 1-й конгрес Німецького шахового союзу         | 2 | 8  | 1 | 2½ з 11   | 11    |
| 1880 | Вісбаден           | Міжнародний турнір                            | 6 | 5  | 4 | 8 з 15    | 8     |
|      | Брауншвейг         | 13-й конгрес Західнонімецького шахового союзу | 4 | 3  | 2 | 5 з 9     | 3     |
|      | Грац               | Міжнародний турнір                            | 3 | 1  | 3 | 4½ з 7    | 1—3   |
| 1881 | Берлін             | 2-й конгрес Німецького шахового союзу         | 6 | 5  | 5 | 8½ з 16   | 7—8   |
| 1885 | Гамбург            | 4-й конгрес Німецького шахового союзу         | 7 | 6  | 4 | 9 з 17    | 10    |
| 1889 | Бреслау            | 6-й конгрес Німецького шахового союзу         | 6 | 9  | 2 | 7 з 17    | 13—14 |

## Книги
- Das ABC des Schachspiels, 4 Auflage, Leipzig, 1925; у російському перекладі: Азбука шахматиста, Л., 1926.
- Humor im Schachspiel, Leipzig 1885.
- Der Entscheidungskampf zwischen W. Steinitz und J. H. Zukertort um die Meisterschaft der Welt, Leipzig 1886 (Nachdruck Zürich 1986, ISBN 3-283-00122-7).
- Der kleine Schachkönig, Leipzig 1889.
- Turnierbücher zu Krefeld 1871, Düsseldorf 1876, Köln 1877, Frankfurt am Main 1878, Hamburg 1885.